# Condado de Sunflower (Misisipi)
El condado de Sunflower (en inglés: Sunflower County), fundado en 1844, es un condado del estado estadounidense de Misisipi. En el año 2000 tenía una población de 34.369 habitantes con una densidad poblacional de 19 personas por km². La sede del condado es Indianola. Tiene el Mississippi State Penitentiary del Departamento de Correcciones de Misisipi.

## Geografía
Según la Oficina del Censo, el condado tiene un área total de 1831 km² (706,9 mi²), de la cual 1797 km² (693,8 mi²) es tierra y 34 km² (13,1 mi²) es agua.

## Demografía
En el 2000 la renta per cápita promedia del condado era de $ 24,970, y el ingreso promedio para una familia era de $29,144. El ingreso per cápita para el condado era de $11,365. En 2000 los hombres tenían un ingreso per cápita de $26,208 frente a $19,145 para las mujeres. Alrededor del 30% de la población estaba bajo el umbral de pobreza nacional.

## Condados adyacentes
- Condado de Coahoma (norte)
- Condado de Tallahatchie (noreste)
- Condado de Leflore (este)
- Condado de Humphreys (sur)
- Condado de Washington (suroeste)
- Condado de Bolivar (noroeste)

## Gobierno

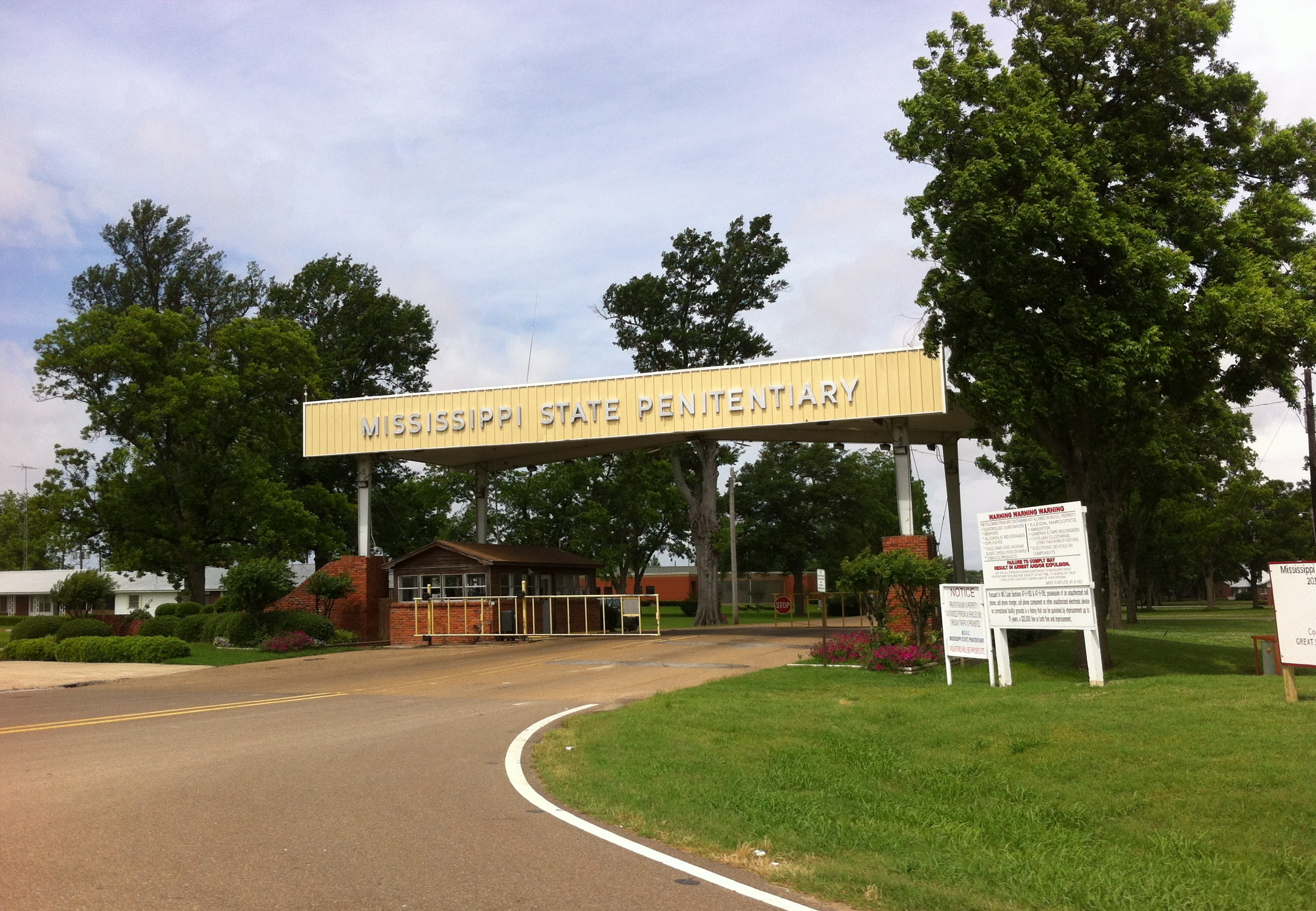
Mississippi State Penitentiary

El condado tiene la Mississippi State Penitentiary del Departamento de Correcciones de Misisipi. La prisión tiene el corredor de la muerte para hombres y la tiene la cámara de ejecución del estado.

## Localidades
Ciudades
- Indianola
- Drew
- Moorhead
- Ruleville
- Shaw (la mayoría en el Condado de Bolivar)

Pueblos
- Doddsville
- Inverness
- Sunflower

Áreas no incorporadas
- Baird
- Baltzer
- Blaine
- Caile
- Holly Ridge
- Parchman (Mississippi State Penitentiary)
- Rome
- Kinlock

## Principales carreteras
- U.S. Highway 49W
- U.S. Highway 82
- Carretera 3
- Carretera 8
- Carretera 32